# Democrație directă
Democrația directă este un regim politic democratic în care populația („suveranul”) exercită puterea în mod direct. Democrația directă mai este numită, uneori, și "democrație pură". Aplicată doar sectorului economic, democrația directă este, în mod uzual, numită autogestiune.
Democrația directă apare ca alternativă față de sistemele (democratice) deja existente, alternativă orientată critic în raport cu, în special, democrația reprezentativă.

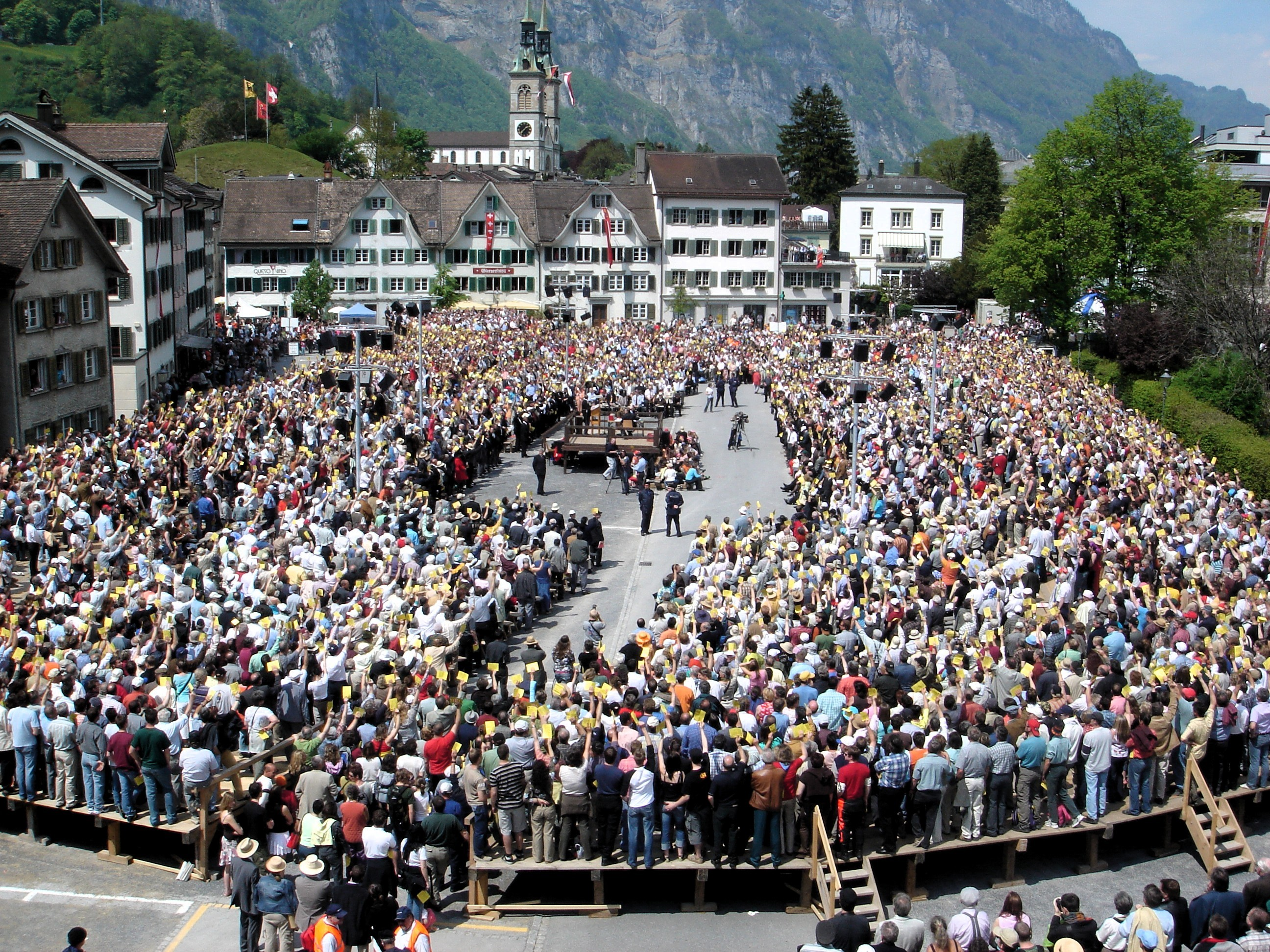
Adunarea comunității cantonului of Glarus, din 7 Mai 2006, Elveția.

## Prezentare generală
Într-o democrație reprezentativă, oamenii votează pentru reprezentanți care apoi adoptă inițiative politice. În democrația directă, oamenii decid asupra politicilor fără niciun intermediar. În funcție de sistemul particular utilizat, democrația directă ar putea presupune adoptarea deciziilor executive, utilizarea sortării, adoptarea legilor, alegerea directă sau revocarea funcționarilor și efectuarea proceselor. Două forme principale de democrație directă sunt democrația participativă și democrația deliberativă.
Democrațiile semi-directe, în care reprezentanții administrează guvernarea de zi cu zi cetățenii rămânând suverani, permit trei forme de acțiune populară: referendum sau plebiscit, inițiativă și revocare. Primele două forme - referendumuri și inițiative - sunt exemple de legislație directă. La data de 2019 Începând din 2019, treizeci de țări au permis organizarea referendumurilor inițiate de populație la nivel național.
Un referendum obligatoriu supune legislația elaborată de elitele politice la un vot popular obligatoriu. Aceasta este cea mai comună formă de legislație directă. Un referendum popular împuternicește cetățenii să formuleze o petiție care solicită legislația existentă la votul cetățenilor. Instituțiile specifică termenul pentru o petiție validă și numărul de semnături necesare și pot solicita semnături de la diverse comunități pentru a proteja interesele minorităților. Această formă de democrație directă acordă publicului votând un veto asupra legilor adoptate de legislativul ales, spre exemplu în Elveția.
Un referendum inițiat de cetățeni, denumit și inițiativă, împuternicește publicul larg să propună guvernului prin petiție măsuri statutare specifice sau reforme constituționale și, ca și în cazul altor referendumuri, votul poate fi obligatoriu sau pur și simplu consultativ. 
Inițiativele pot fi directe sau indirecte: 
- cu inițiativa directă: o propunere de succes este plasată direct pe buletinul de vot pentru a fi supus votului - așa cum este exemplificat de sistemul din California;
- cu inițiativă indirectă: o propunere de succes este prezentată mai întâi legislativului pentru examinare; cu toate acestea, dacă nu se iau măsuri acceptabile după o anumită perioadă de timp, propunerea trece la votul popular direct. Modificările constituționale din Elveția, Liechtenstein sau Uruguay trec printr-o astfel de formă de inițiativă indirectă.

Un referendum deliberativ este un referendum care crește deliberarea publică printr-un model instituțional dedicat.
Puterea de revocare oferă publicului puterea de a elimina funcționarii aleși din funcție înainte de sfârșitul mandatului lor obișnuit desemnat.

## Istoric
Cea mai timpurie democrație directă cunoscută până acum este democrația ateniană din secolul al V-lea î.Hr., deși nu era o democrație incluzivă prin faptul că exclude femeile, sclavii și non-atenienii. Principalele organe ale democrației ateniene au fost adunarea populară - compusă din cetățeni bărbați, boulê - compusă din 500 de cetățeni - și instanțele judecătorești - compuse dintr-un număr masiv de jurați aleși la sorți, fără judecători. Existau doar aproximativ 30.000 de cetățeni bărbați, dar câteva mii dintre aceștia erau activi politic în fiecare an și mulți dintre ei destul de regulat, de ani de zile. Democrația ateniană a fost directă nu numai în sensul că deciziile au fost luate de oamenii adunați, ci și în sensul că oamenii prin intermediul adunării, boulê și instanțele de judecată au controlat întregul proces politic și o proporție mare dintre cetățeni au fost implicați în mod constant în treburile publice. Majoritatea democrațiilor moderne, fiind reprezentative, nu directe, nu seamănă cu sistemul atenian.
De asemenea, relevantă pentru istoria democrației directe este istoria Romei antice, în special a Republicii Romane, care începe în mod tradițional în jurul anului 509 î.Hr. Roma a afișat multe aspecte ale democrației, atât directe, cât și indirecte, din era monarhiei romane toate cale spre prăbușirea Imperiului Roman. Într-adevăr Senatul Roman, format în primele zile ale orașului, a durat prin regat, republică și imperiu și chiar a continuat după declinul Romei de vest; iar structura și reglementările sale continuă să influențeze organele legislative din întreaga lume. În ceea ce privește democrația directă, antica Republică Romană avea un sistem de legiferare a cetățenilor, sau formularea cetățenilor și adoptarea legii, și un veto cetățean al legii adoptate de legiuitor. Mulți istorici marchează sfârșitul Republicii cu adoptarea unei legi denumită Lex Titia, 27 noiembrie 43 î.Hr., care a eliminat multe dispoziții de supraveghere.
Legislația cetățenească din epoca modernă are loc în cantoanele Elveției din secolul al XIII-lea. În 1847 elvețienii au adăugat „referendumul statutului” la constituția lor națională. În curând au descoperit că simpla deținere a puterii de veto asupra legilor Parlamentului nu era suficientă. În 1891 au adăugat „inițiativa de modificare constituțională”. Politica elvețiană din 1891 a oferit lumii o bază de experiență valoroasă cu inițiativa de modificare a constituției la nivel național. În ultimii 120 de ani, mai mult peste 240 de inițiative au fost supuse referendumurilor. Populația s-a dovedit conservatoare, aprobând doar aproximativ 10% din aceste inițiative; în plus, au optat adesea pentru o versiune a inițiativei rescrisă de guvern. (A se vedea "Democrația directă în Elveția" de mai jos.)    
Democrația directă modernă apare, de asemenea, în cadrul Crow Nation, un trib nativ american din Statele Unite ale Americii. Tribul este organizat în jurul unui Consiliu general format din toți membrii în vârstă cu drept de vot. Consiliul general are puterea de a crea decizii obligatorii din punct de vedere juridic prin referendumuri. Consiliul general a fost consacrat pentru prima dată în Constituția Crow din 1948 și a fost confirmat și reinstalat cu Constituția din 2002.
Unele dintre problemele legate de noțiunea conexă de democrație directă care utilizează Internetul și alte tehnologii de comunicații sunt tratate în articolul despre e-democrație. Mai concis, conceptul de guvernare open-source aplică principiile mișcării software-ului liber guvernanței oamenilor, permițând întregii populații să participe direct la guvern, cât de mult sau cât de puțin își doresc.

## Exemple de democrație directă
Exemple de democrație directă sunt democrația ateniană (în secolul al V-lea î.Hr.) și, actual, comunitățile de tip Landsgemeinde (traducere: comunitate rurală) din anumite cantoane elvețiene, acestea din urmă originând din Evul Mediu.
De asemenea, opt state constituente ale SUA întrunesc principalele elemente ale democrației directe. Aceste state sunt: Arizona, California, Colorado, Michigan, Montana, Nevada, North Dakota și Oregon.

### Democrația ateniană
În Atena lui Pericle, a jumătății secolului al V-lea î.Hr., regimul democratic a luat forma sa definitivă pe care o va păstra până la pierderea independenței. Instituțiile democratice ale cetății asigurau drepturi egale pentru cetățenii de drept, singurele cuvinte din limba lor ce le slujesc la caracterizarea regimului republican sunt isonomia, egalitatea în fața legii, și isegoria, dreptul egal de a vorbi în adunări.  Pritanii ce alcătuiau senatul, câte cincizeci, din fiecare trib, care ”exercitau pe rând funcțiile sacre și care deliberau, tot anul, asupra intereselor religioase sau politice ale orașului”, erau aleși prin tragere la sorți, deși, pentru a putea exercita funcția, ”fiecare trebuia să treacă o probă și era înlăturat dacă nu părea îndeajuns de onorabil.”  Însă deasupra senatului, și adevăratul suveran îl constituia adunarea poporului (eklessia), și deși nu avea inițiativă – adunarea nu putea propune ”proiecte de legi” și nu putea influența decât prin intermediul altor instituții * ordinea de zi – senatul fiind cel care îi aducea un proiect de decret spre validare, orice cetățean ce își putea dovedi cetățenia de drept putea vorbi indiferent de poziția sa socială sau de avere, putea lua parte la dezbateri și influența prin vot cursul deciziei politice; votul fiind considerat ”una dintre cele mai sfinte surse ale autorității.” 

## Democrația directă modernă
Elemente constitutive ale democrației directe se regăsesc în majoritatea formelor de guvernare democratice moderne - chiar dacă nu sunt de ajuns pentru a face din acestea ”democrații pure” - cum ar fi referendumul sau adunările (assembly, assemblee) locale sau generale; de asemenea, scrutinele pentru alegerile prezidențiale, precum și pentru demiterea sau suspendarea unui înalt-demnitar (referendumul pentru suspendarea președintelui României ce a avut loc la data de 19 mai 2007 constituind un bun exemplu).
Statele actuale au milioane de locuitori, de aceea adunarea de fiecare dată a tuturor cetățenilor pentru dezbateri și hotărâri asupra diverselor probleme actuale privind întreaga societate, așa cum ar cere-o democrație directă, este greu de practicat. Totuși, pătrunderea Internetului mai în toate domeniile vieții prezintă o premisă bună pentru democrațiile directe.
Pe data de 26 noiembrie 2015 a fost înregistrat oficial Partidul "Democratie Directa Romania" Arhivat în 16 ianuarie 2018, la Wayback Machine., primul partid politic românesc cu platforma specifică promovării acestui tip de sistem.